# Едвард Франкленд
Едвард Франкленд (англ. Edward Frankland; 18 січня 1825, Черчтаун, Англія — 9 серпня 1899 року, Голо, Норвегія) — англійський хімік-органік, член Лондонського королівського товариства (з 1853 року) і Французької академії наук (з 1895 року). 1852 року поклав початок вченню про валентність.

## Виноски
1. 1 2  Bibliothèque nationale de France BNF: платформа відкритих даних — 2011.
2. 1 2  Encyclopædia Britannica
3. 1 2  Математичний генеалогічний проєкт — 1997.
4. ↑  Математичний генеалогічний проєкт — 1997.
5. ↑  Biographisches Jahrbuch und Deutscher Nekrolog / Hrsg.: A. Bettelheim — B. — Vol. 4, 1899. — S. 194.
6. 1 2 3  Kindred Britain